# Banla Jiang
Banla Jiang är ett vattendrag i Kina. Det ligger i provinsen Liaoning, i den nordöstra delen av landet, omkring 180 kilometer sydost om provinshuvudstaden Shenyang.
Genomsnittlig årsnederbörd är 1 496 millimeter. Den regnigaste månaden är juli, med i genomsnitt 552 mm nederbörd, och den torraste är januari, med 11 mm nederbörd.